# صيادة
صيادة هي إحدى مدن الجمهورية التونسية، تقع في منطقة الساحل التونسي وتتبع إداريا ولاية المنستير وتبعد عن مركزها بنحو 15 كم.

## جغرافية المدينة

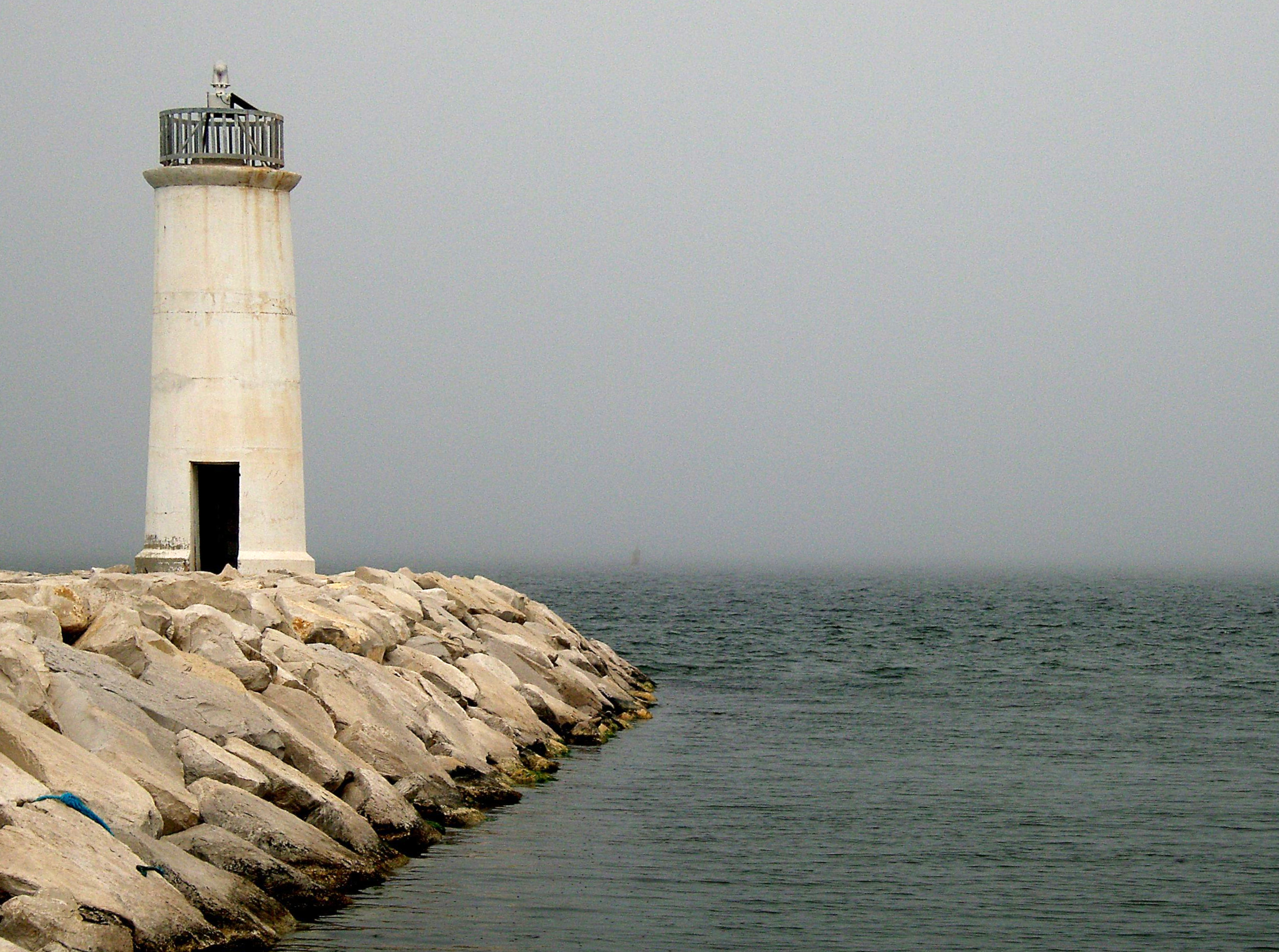
منارة الميناء

تتسم مدينة صيادة بطوبوغرافيا منبسطة إلى حد كبير، رغم وجود بعض الهضاب المنخفضة والتي تنحدر نزولا إلى مستوى البحر، مساهمة في تشكيل مجار للمياه الموسمية منها وادي الصكلي، وادي بياش ووادي سيدي عبد السلام.
يعتبر المناخ في صيادة معتدلًا ورطبا وذلك لتأثير البحر عليها، شأنها شأن بقية المدن الساحلية الشرقية للبلاد. هذا ويعتر بحر صيادة محضنة للعديد من الأحياء البحرية، حيث أنه يوفر حماية طبيعية من التيارات القوية وذلك لتواجده داخل خليج المنستير. 

يتجمع السكان خاصة في المنطقة الشِّمالية الغربية للمدينة تاركين المناطق الجنوبية والشرقية لغابات الزياتين وبعض الزراعات السقوية الأخرى.

## تاريخ المدينة
تحكي الأسطورة أن الصيادة هي امرأة جاءت (مع أبنائها) من مدينة المكنين, المجاورة، لتستقر في مغارة على ربوة تطل على البحر. امتهنت هاته المرأة الصيد البحري، حتى أمسى سكان من جاورها من المدن يطلقون عليها اسم صيادة. تباعا لذلك أُطلق هذا الاسم على هاته الربوة ومن ثمّ على القرية التي تطورت في محيطها.
أما تارخيا، فإن الآثار التي عثر عليها في صيادة، تبرهن عن قدمها وعراقتها.

## الثقافة
تزخر مدينة صيادة، بالعديد من التقاليد والمنتوجات الحرفية التي دأب أبناء المدينة على توارثها عن أجدادهم، والتي تتجلّى في كل المناسبات الخاصة والعامة. وهي مسرح للعديد من التظاهرات الثقافية التي تنشّط المدينة على مدار السنة. ولها العديد من المؤسّسات والجمعيّات التي تسهر عليها.

### التظاهرات والمهرجانات

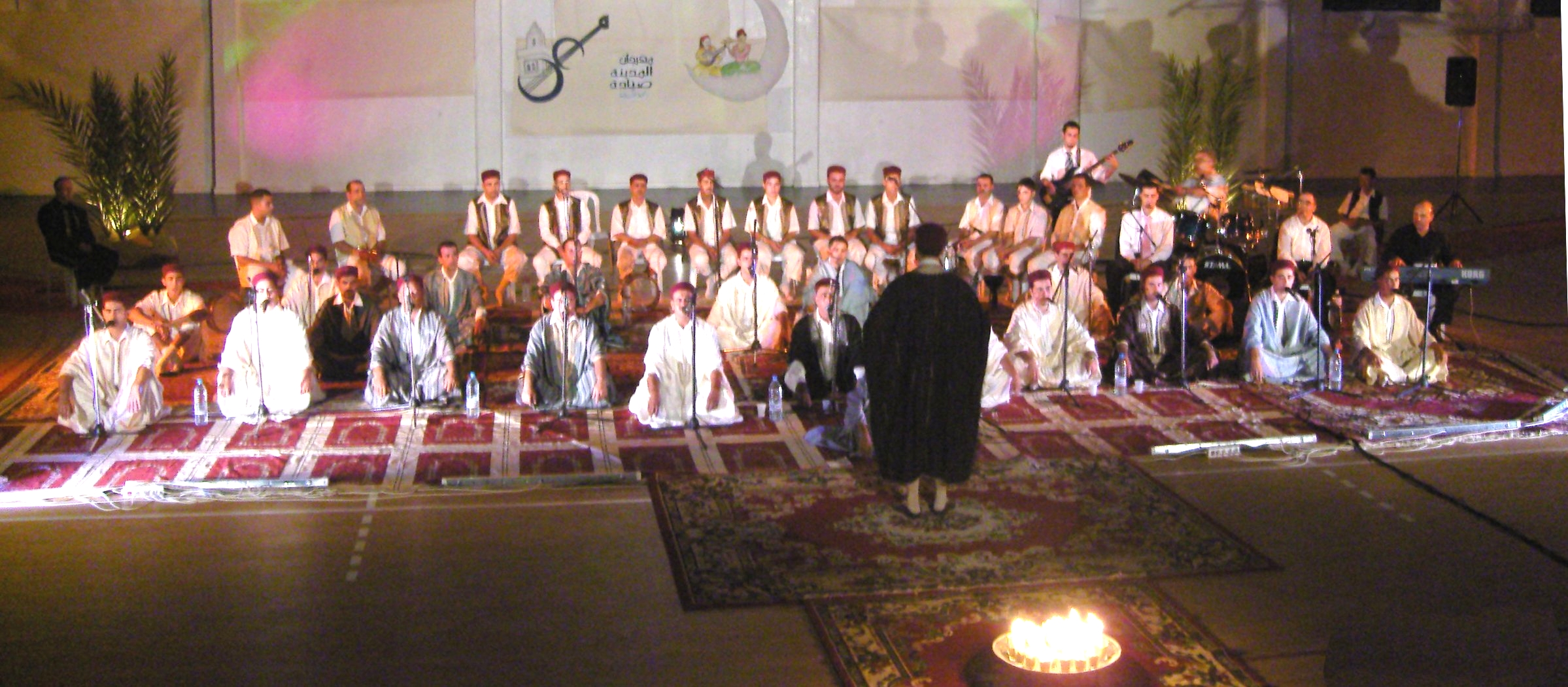
صورة من حفل اختتام الدورة الثانية من مهرجان المدينة صيادة

- يعتبر المهرجان الوطني للصيد البحري بصيادة، من أقدم المهرجانات بالمدينة، حيث أن دورته الأولى انطلقت منذ صائفة 1986، ليتواتر سنويًا مذ ذلك التاريخ ولمدة أسبوع خلال شهر الصيف. وهي تظاهرة اتخذت شعارا لها ثقافة، تنمية، إبداع يعلن بدايتها حفل افتتاحي كبير يجمع بين الفرجة والفنون. أما عن أنشطة المهرجان، ففيه مجموعة من العروض الفنية والمباريات الرياضية والندوات الفكرية والعلمية ذات العلاقة بالصيد البحري. كذلك المهرجان فرصة تقام فيه بعض القوافل الصحيّة لتقديم مجموعة من الخِدْمَات الطبية والشبه طبية مجانا للمتساكنين.
- شهر التراث هو تظاهرة دأبت على إقامتها جمعية صيانة مدينة صيادة كل شهر ماي من كل سنة. وهي تهتم بإبراز المخزون الثقافي وإحياء التراث في ربوع المنطقة.
- مهرجان المدينة صيادة هو تظاهرة فنّية بعثتها بلدية صيادة سنة 2008، لتحيي سهرات وحفلات خلال شهر رمضان من كل سنة.
- مهرجان الربيع للطفولة يعود كل ربيع من كل سنة ويتزامن مع العطلة المدرسيّة وفيه تقدّم عروض فنّية وأشرطة سينمائية خاصّة بالأطفال. وتتخلله بعض المباريات الفكرية للتلاميذ.

يعتبر المناخ في صيادة معتدلًا ورطبا وذلك لتأثير البحر عليها، شأنها شأن بقية المدن الساحلية الشرقية للبلاد. هذا ويعتر بحر صيادة محضنة للعديد من الأحياء البحرية، حيث أنه يوفر حماية طبيعية من التيارات القوية وذلك لتواجده داخل خليج المنستير.
يتجمع السكان خاصة في المنطقة الشمالية الغربية للمدينة تاركين المناطق الجنوبية والشرقية لغابات الزياتين وبعض الزراعات السقوية الأخرى.

### متحف التراث

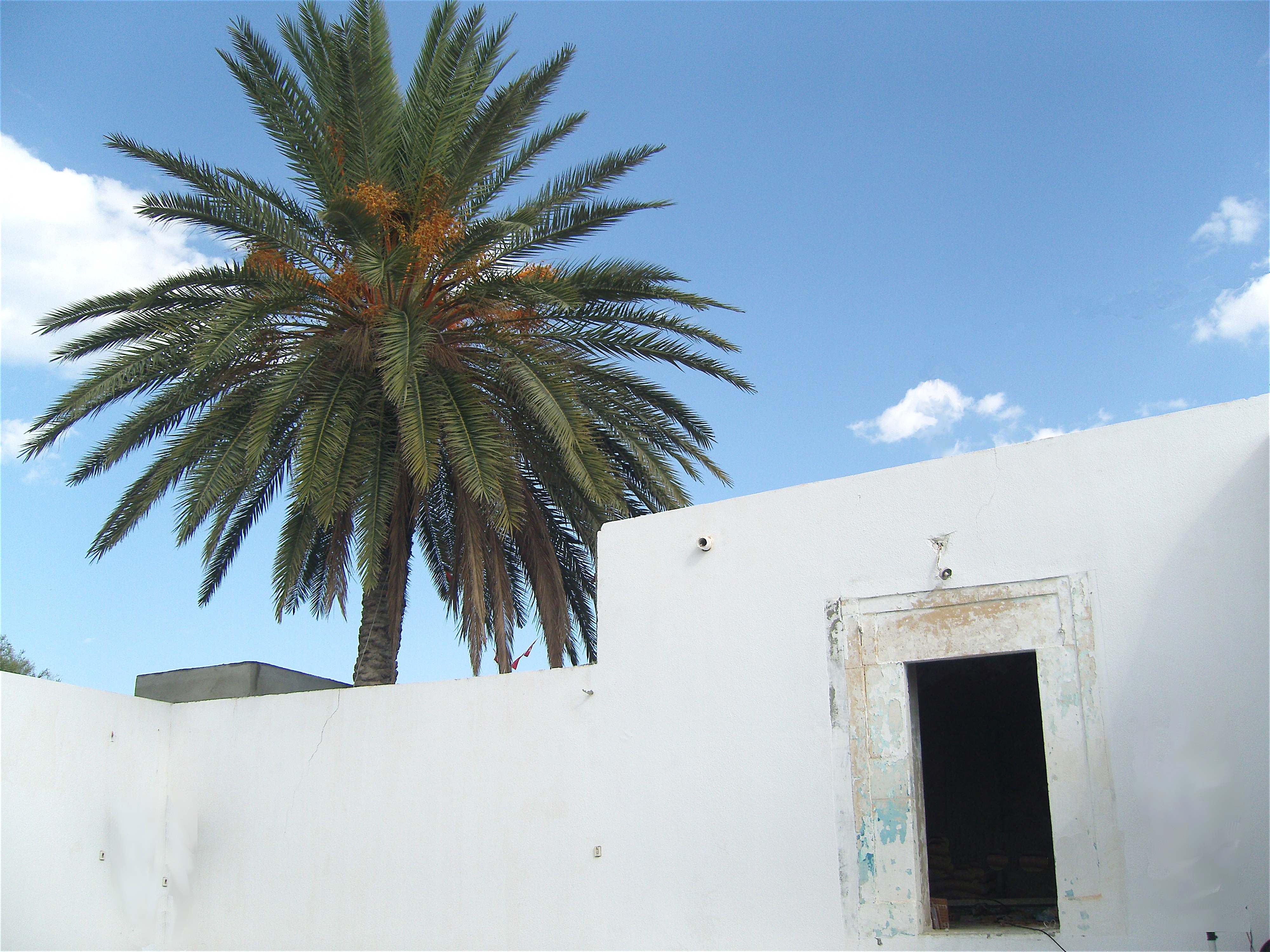
ساحة مقام سيدي عمار بصيادة

هو مؤسّسة بعثت من قبل جمعية صيانة مدينة صيادة ومن أهدافه الحفاظ على المخزون التراثي وعادات وتقاليد المدينة. وفيه مجموعات متنوعة من الأدوات القديمة والأثاث الذي استعمل في بيوت المدينة وفي الحياة اليومية منذ الأزمنة العتيقة، وهي تعتبر ذات صبغة تاريخية وتراثية وطنية. وقد تبرع بهاته المجموعات، ثلة من الأهالي مساهمة منهم في تحقيق أهداف الجمعية.
يتخذ المتحف من دار الثقافة مقرا مؤقتا له على يتم تأسيس المقر الجديد والخاص به بفضاء سيدي عمّار، وهو مقام لأحد الأولياء الذين استقروا (أو مروا) بالمدينة وقد بني له ضريح تضاربت الروايات عن صحة وجود رفاته فيه. وهذا الفضاء يستغل من قبل المتساكنين في مناسباتهم كزيارته في الختان أو كمسرح للعروض الفنية والثقافية.

### الجمعيات

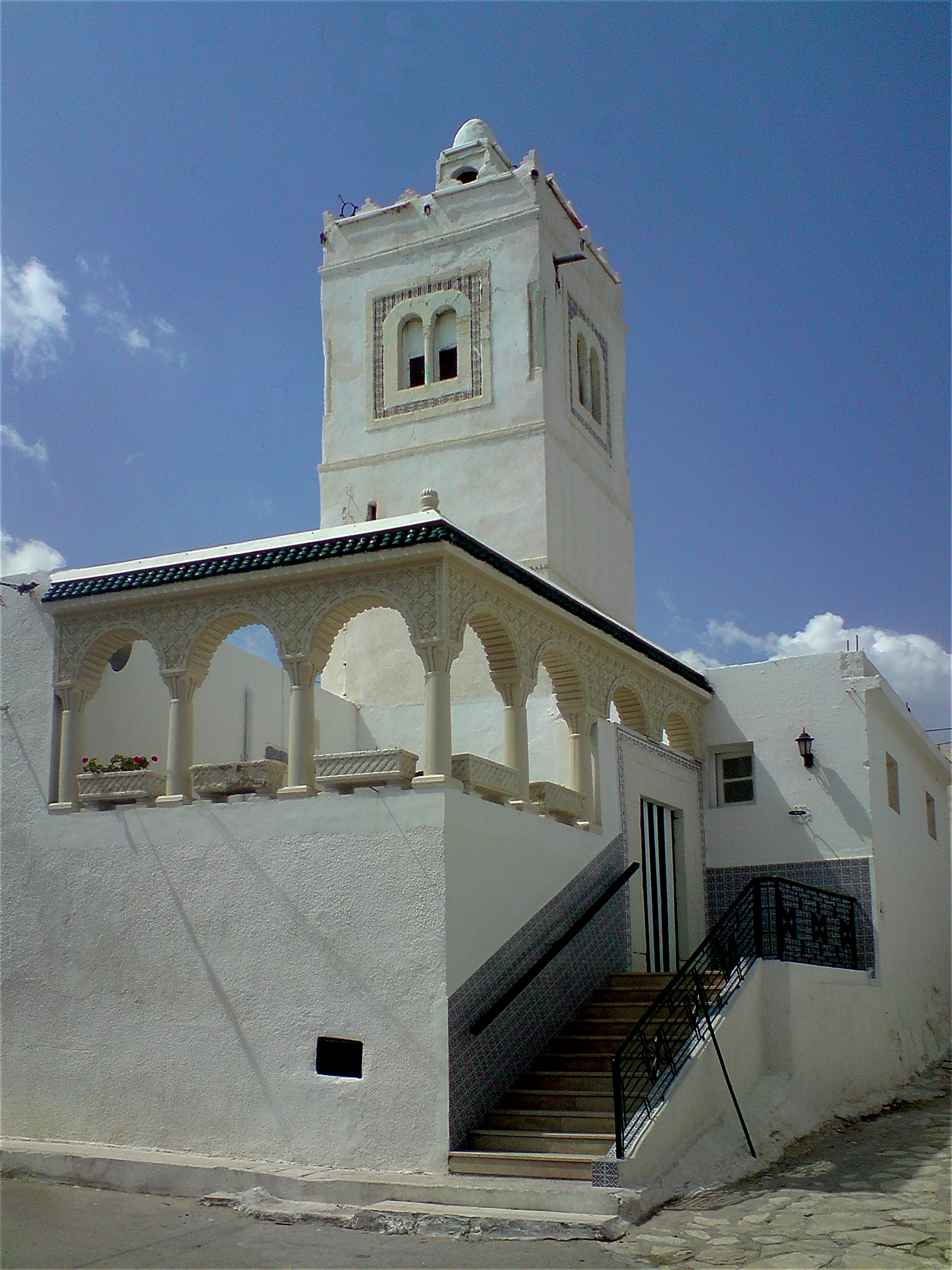
الجامع الكبير بصيادة وهو أول جامع بالبلدة

أكثر من خمسين جمعية تنشط في عدة مجالات، منها:
- جمعية صيانة مدينة صيادة، وهي تعنى بالمحافظة على التراث والخصوصيات العمرانية للمدينة، وقد أسّست في هذا الشأن متحفا للتراث يضم مجموعات فريدة ونادرة من الأدوات والأثاث القديم.
- رابطة 7 نوفمبر 1987 للتنمية بصيادة، هدفها تنمية العمل الجمعياتي بالمدينة. وقد انقطعت عن النشاط بعد 14 جانفي 2011.
- جمعية ابن رشد للثقافة والعلوم.
- جمعية التنمية المستدامة بصيادة -لمطة-بوحجر، تتدخّل في كل ما يتعلق بالبيئة وحماية المحيط ولا سيما حماية الشريط الساحلي للمدينة.
- جمعية أمهات تونس، الفرع المحلي بصيادة -لمطة-بوحجر، وهي جمعية ذات أهداف اجتماعية تضامنية تربوية.
- الغرفة الفتية الاقتصادية بصيادة.
- جمعية البحوث والدراسات في علوم البحار بصيادة، وهي تهتم خاصة بالأحياء البحرية (السلاحف البحرية والدلافين) التي تكون عرضة لمختلف الأخطار الطبيعية أو التي يتدخل فيها الإنسان أو الصياد.
- الجمعية التنموية صيادة لمطة بوحجر، شعارها: تضامن متواصل وسند للتنمية، تأسّست سنة 2006. من أهدافها: إسناد قروض لدفع التنمية الشاملة، إحداث مواطن شغل، تحسين ظروف عيش بعض الفئات ومساعدتهم على مجابهة بعض الحالات الاجتماعية والمعيشية والدراسية، دعم أصحاب المشاريع الصغرى، إدماج حاملي الشهادات العليا في الدورة الاقتصادية.

### التعليم
بعثت بصيادة سنة 1952، مدرسة شارع الجمهورية، وهي أوّل مدرسة ابتدائيّة بالمدينة لتليها مؤسّستان هما مدرسة الشيخ منصور فمدرسة علي سليمان، أما ما يخص المرحلة الثانوية فقد أنشأ المعهد الثانوي بصيادة ليتحول سنة 1998 إلى مدرسة إعدادية, ومن ثمّ يكمل الطلاب دراستهم بالمعهد الثانوي 14 جانفي (7 نوفمبر سابقا) بصيادة، الذي أسّس في نفس السنة.

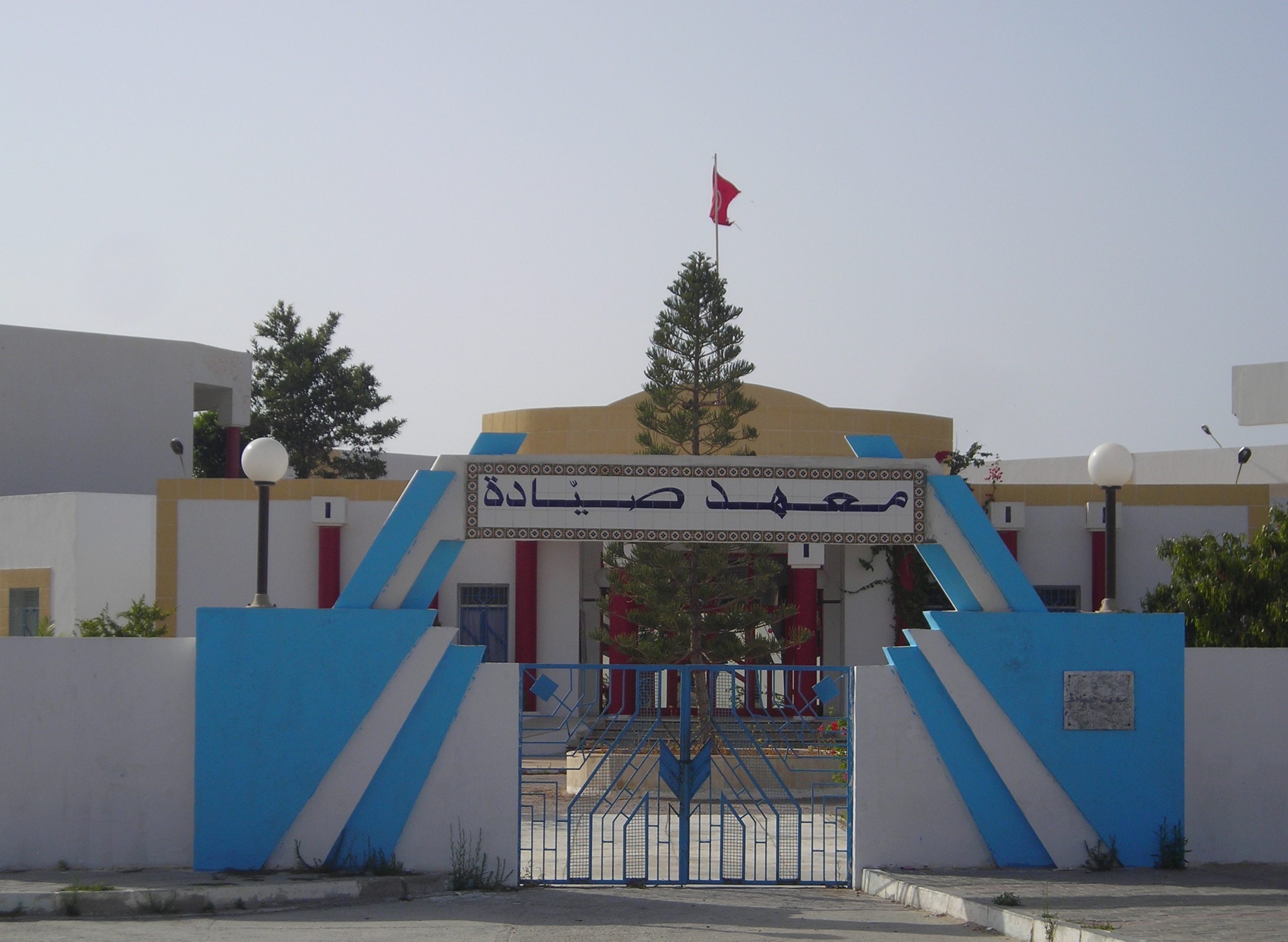
معهد صيادة.

## السياسة
تأسست بلدية صيادة بالإدماج مع كل من لمطة وبوحجر, يوم 25 أفريل 1966. وتم فك الإدماج لتستقل كل بلدية على حدة سنة 1985.

يقع في صيادة مركز معتمدية صيادة لمطة بوحجر.

## الاقتصاد

### الفلاحة

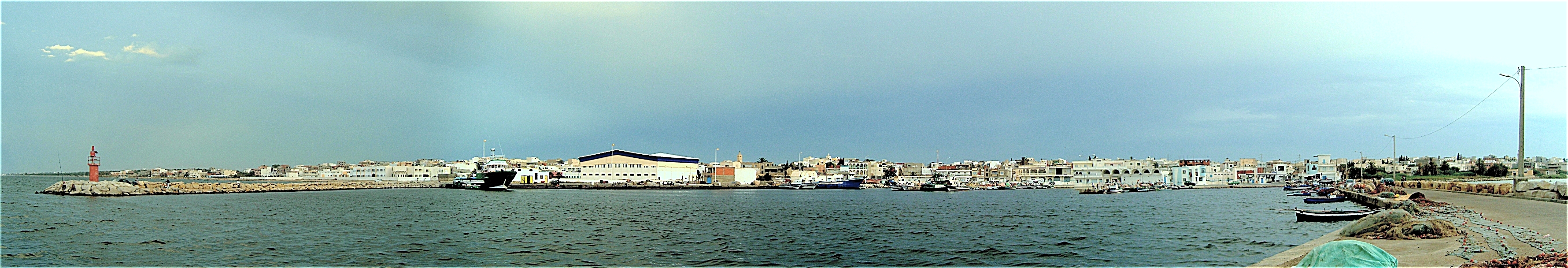
منظر شامل لمدينة صيادة

بالأساس الصيد البحري والأشجار المثمرة (الزياتين).

### الصناعات التقليدية

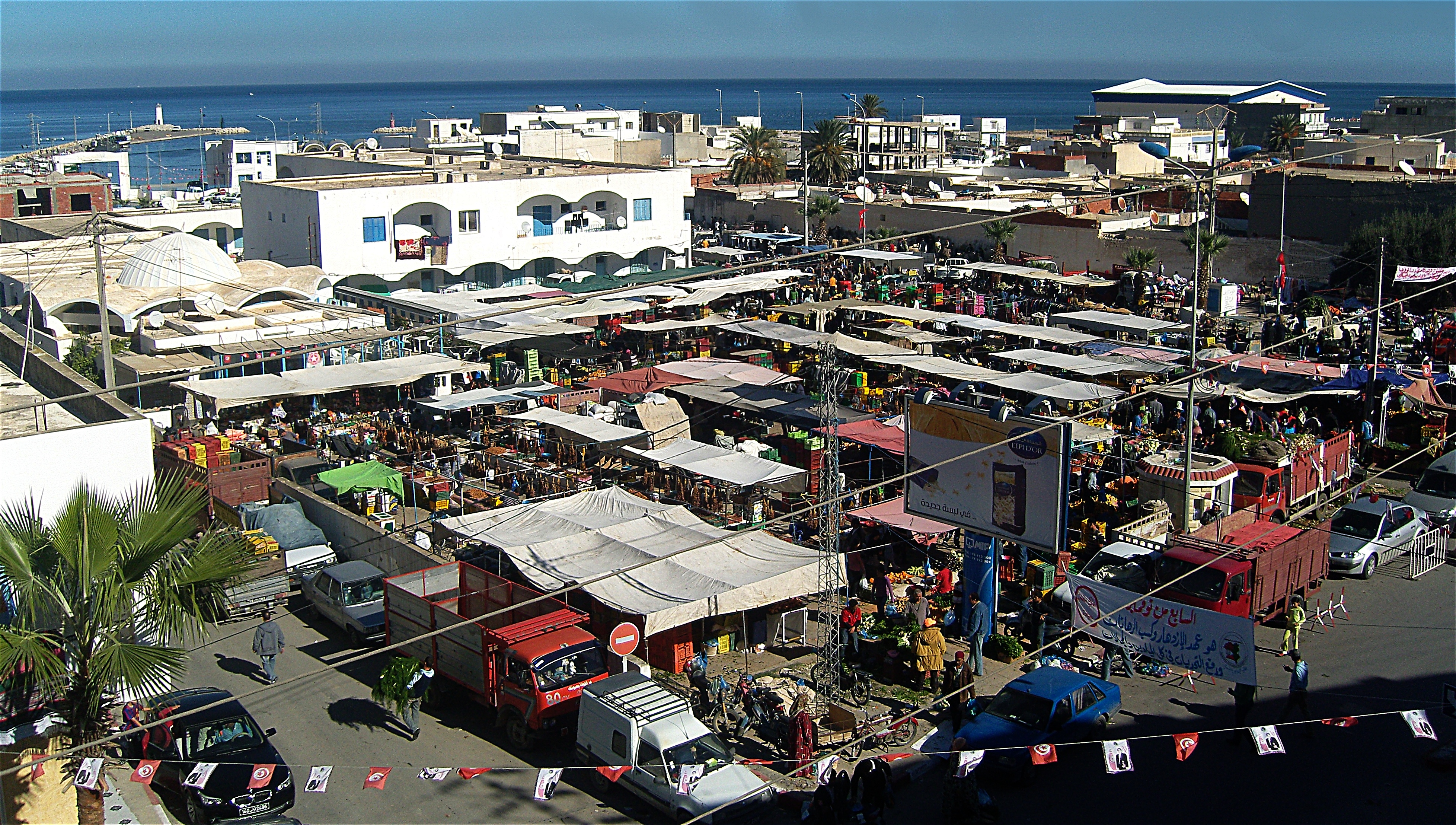
سوق صيادة

صناعة الصوف.

### الصناعة
صناعة النسيج (للتصدير)

## الرياضة

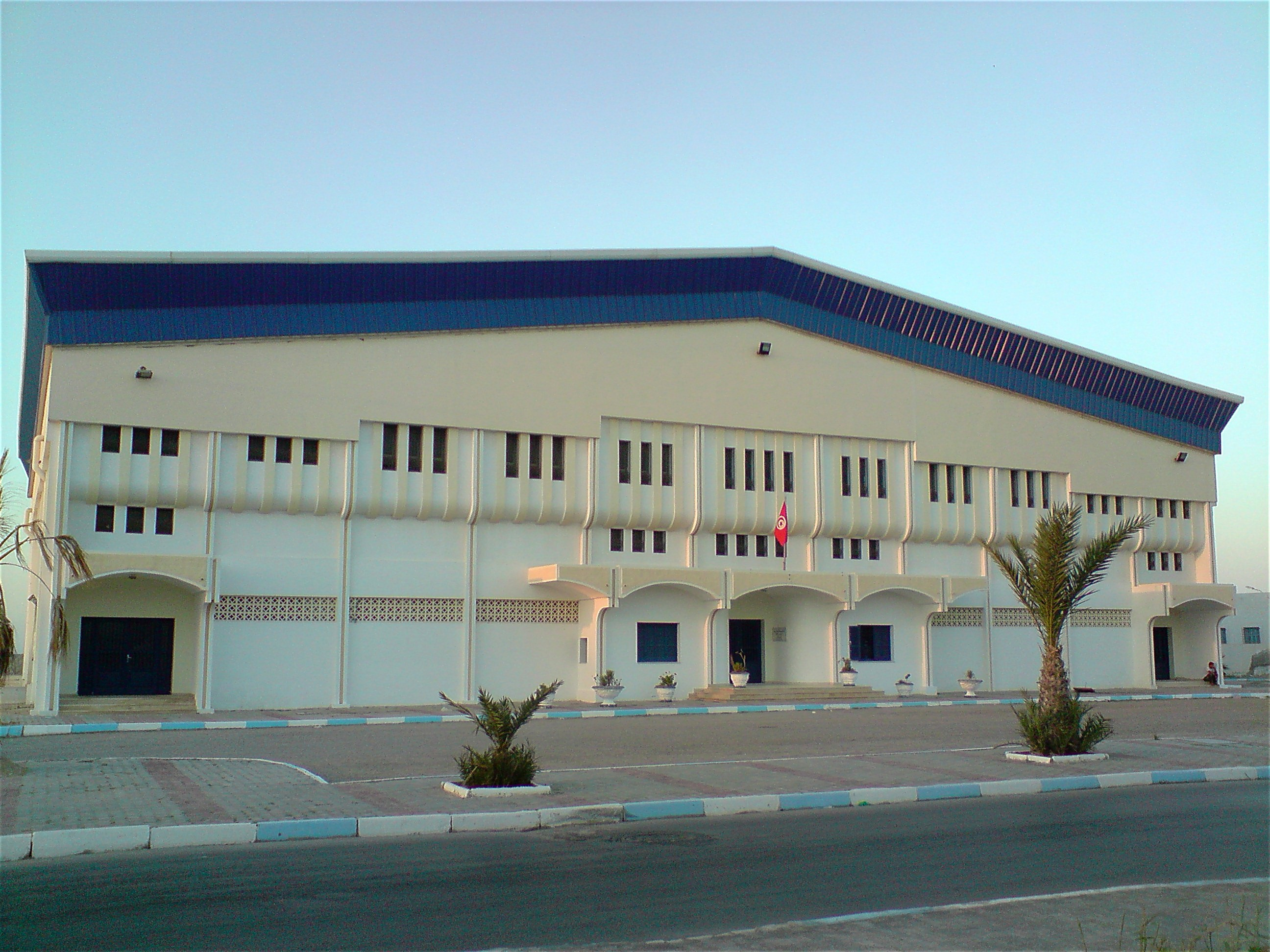
القاعة الرياضية بصيادة

شعار الاتحاد الرياضي الصيادي سنة 1965

يوجد بصيادة ملعب بلديّ لكرة القدم وقاعة رياضية متعددة الاختصاصات وفضاء دار الشباب. وهي هياكل ساهمت في تطوير الأندية في رياضات عدة، خصوصا كرة اليد وكرة القدم، ومنها
- الاتحاد الرياضي الصيادي، الذي أُسَّس سنة 1965 بفرعي كرة اليد، في صنفي الذكور والإناث، وكرة القدم، في صنف الذكور، لينحصر نشاطه حاليا على رياضة كرة اليد في صنف الذكور فقط.
- نادي كرة القدم بصيادة، وهي جمعية فتية (أسست سنة 2006) جاءت بعد تجميد نشاط فرع كرة القدم عن الاتحاد الرياضي الصيادي لتكوّن الشباب في رياضة كرة القدم.
- الجمعية النسائية لكرة اليد، جمعية تختص في كرة اليد، صنف الإناث.
- نادي الفارس الأزرق للشطرنج، هو نادٍ ينشط في دار الثقافة بصيادة، يهتم برياضة الشطرنج، وقد طعّم المنتخب الوطني بعدة لاعبين في هاته الرياضة الفكرية.
- نادي كرة المضرب بصيادة، هو جمعية قيد الإنشاء في رياضة كرة المضرب.
- نادي الرياضات البحرية لجمعية أحباء دار الشباب بصيادة، وهو يختص في رياضة التجديف.

## شخصيات
- الطاهر شريعة، مؤسس أيام قرطاج السينمائيّة.
- رشيد عمار، قائد أركان الجيوش الثلاث التونسية سابقا.
- الهادي مهني، رجل سياسة.
- الناصر القطاري، مخرج سينمائي.
- منصور مهني، كاتب ورجل إعلام.
- رفيقة بوجدي، كاتبة سيناريو.